# Palais de Wrangel
Le palais de Wrangel ou palais Wrangelska (en suédois Wrangelska palatset) est un bâtiment situé sur l'îlot Riddarholmen dans le centre historique de Stockholm. Il est depuis 1756 le siège de la cour d'appel de Svea, et eut auparavant une histoire longue et chaotique. Il fut la résidence de la famille royale entre 1697 et 1754.

## Histoire

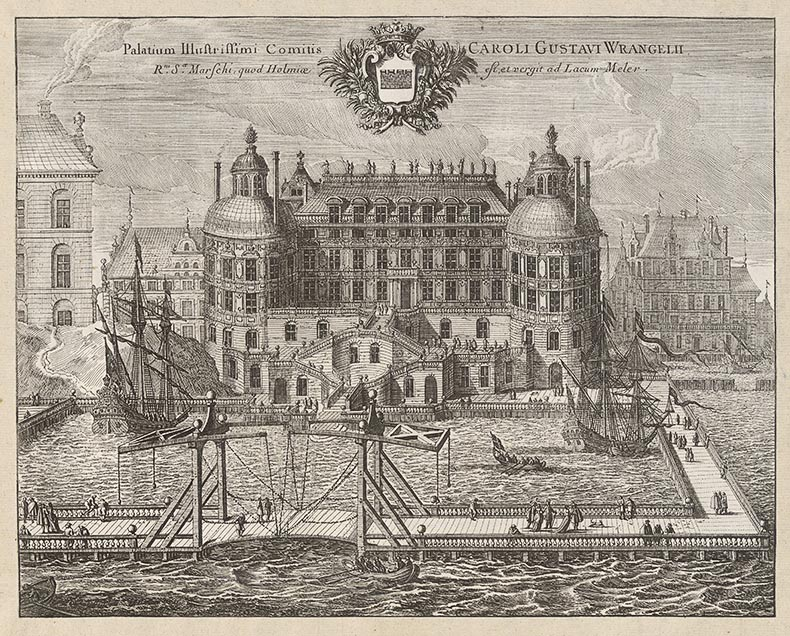
Le palais de Wrangel vu du lac Mälar vers 1690.
Suecia antiqua et hodierna.

La tour sud remonte aux travaux de fortification entrepris par Gustav Vasa dans les années 1530. Elle sert de palais à Lars Eriksson Sparre à partir de 1630 environ. Le palais est ensuite rénové et agrandi par l'architecte Nicodème Tessin l'Ancien pour Carl Gustaf Wrangel. Après un incendie en 1693, le palais est reconstruit et sert de résidence royale après qu'un autre incendie a détruit le château Tre Kronor en 1697. Le palais prend alors le nom de maison du Roi (Kungshuset) et abrite la cour royale jusqu'à la construction du palais royal de Stockholm en 1754. Les souverains qui ont vécu dans le palais de Wrangel pendant ses 57 années sont Charles XII,  Ulrique-Éléonore, Frédéric Ier et Adolphe-Frédéric. Après qu'un nouvel incendie en 1802 a ravagé l'îlot Riddarholmen, le palais est reconstruit par l'architecte Carl Christoffer Gjörwell. Une annexe, située côté est, est alors démolie, de même que les anciennes cuisines et les abris situés sur la rive. L'aile sud et le corps de logis, sévèrement abimés par les flammes, sont aussi démolis en grande partie pour être remplacés par des nouveaux étages de bureaux. Des travaux de rénovation sont entrepris entre 1948 et 1950. On recrée en particulier le hall d'entrée dessiné par Tessin l'Ancien. Une nouvelle rénovation a lieu en 1985, et encore une fois en 2002.
Au XVIIe siècle, le palais de Wrangel était le plus grand palais privé de la capitale suédoise. Il disposait alors d'une cour en terrasse et d'un bassin privé sur le lac Mälar. La simplicité actuelle des extérieurs résulte de la reconstruction qui a suivi l'incendie de 1802, marquée par un souci d'économie. Il ne reste désormais plus que quelques détails des façades autrefois richement décorées, par exemple le portail de grès sculpté ou les galeries qui entourent la cour intérieure. Lors de la dernière rénovation, le palais a néanmoins retrouvé ses façades blanches ornées de décorations grises.